# Physalaemus erikae
Espèce
Statut de conservation UICN

 LC  : Préoccupation mineure
Physalaemus erikae est une espèce d'amphibiens de la famille des Leptodactylidae.

## Répartition
Cette espèce est endémique de l'État de Bahia au Brésil. Elle se rencontre dans les environs de Guaratinga,.

## Description
Les 5 spécimens adultes mâles observés lors de la description originale mesurent entre 21,6 mm et 26,6 mm de longueur standard et les 13 spécimens adultes femelles observés lors de la description originale mesurent entre 19,2 mm et 27,1 mm de longueur standard.

## Étymologie
Cette espèce est nommée en l'honneur d'Érika Costa Elias, l'épouse du second auteur, Bruno Vergueiro Silva Pimenta.

## Publication originale
- Cruz & Pimenta, 2004 : New Species of Physalaemus Fitzinger, 1826 from Southern Bahia, Brazil (Anura, Leptodactylidae). Journal of Herpetology, vol. 38, no 4, p. 480-486 (texte intégral).